# ولوت آندرگراوند و نیکو
ولوت آندرگراوند و نیکو (به انگلیسی: The Velvet Underground & Nico) آلبومی از گروه موسیقی آرت راک ولوت آندرگراوند است که سال ۱۹۶۷ با همکاری نیکو خواننده و مدل آلمانی منتشر شد. این آلبوم تجربی که هنگام انتشار با نادیده گرفتن منتقدان و شکست فاحش تجاری روبه‌رو شده بود، بر موسیقی‌پردازانِ آن دوره و دوره‌های بعد تأثیری عظیم گذاشت و مسیرهای تازه‌ای پیشِ روی موسیقی راک قرار داد. برایان اینو می‌گوید: «در حالی که این آلبوم تنها سی هزار نسخه به فروش رفت، هر کس که آلبوم را خرید یک گروه موسیقی تشکیل داد».
«ولوت آندرگراوند و نیکو» در سال ۲۰۰۳ از سوی مجله رولینگ استون سیزدهمین آلبوم برتر همهٔ دوران‌ها و پیامبرانه‌ترین آلبوم راک تاریخ لقب گرفت.
طرح جلد مشهور آلبوم کاری از اندی وارهول است که تهیه‌کنندگی اثر را هم بر عهده داشت.

## فهرست ترانه‌ها
تمام ترانه‌ها را لو رید سروده و آهنگسازی کرده جز آنهایی که در جدول نام دیگری آورده شده.
| سمت نخست | سمت نخست                                      | سمت نخست        | سمت نخست |
| شماره    | نام                                           | نویسنده(ها)     | مدت      |
| -------- | --------------------------------------------- | --------------- | -------- |
| ۱.       | «صبح یکشنبه (Sunday Morning)»                 | لو رید، جان کیل | ۲:۵۴     |
| ۲.       | «منتظر آن مردَم (I'm Waiting for the Man)»     |                 | ۴:۳۹     |
| ۳.       | «شهرآشوب (Femme Fatale)»                      |                 | ۲:۳۸     |
| ۴.       | «ونوس در پوست خز (Venus in Furs)»             |                 | ۵:۱۲     |
| ۵.       | «بدو بدو بدو (Run Run Run)»                   |                 | ۴:۲۲     |
| ۶.       | «همهٔ مهمانی‌های فردا (All Tomorrow's Parties)» |                 | ۶:۰۰     |

| سمت دوم | سمت دوم                                              | سمت دوم                                 | سمت دوم |
| شماره   | نام                                                  | نویسنده(ها)                             | مدت     |
| ------- | ---------------------------------------------------- | --------------------------------------- | ------- |
| ۷.      | «هروئین (Heroin)»                                    |                                         | ۷:۱۲    |
| ۸.      | «باز داره می‌ره (There She Goes Again)»               |                                         | ۲:۴۱    |
| ۹.      | «آیینه‌ات خواهم بود (I'll Be Your Mirror)»            |                                         | ۲:۱۴    |
| ۱۰.     | «سرود مرگ فرشتهٔ سیاه (The Black Angel's Death Song)» | لو رید، جان کیل                         | ۳:۱۱    |
| ۱۱.     | «پسر اروپایی (European Son)»                         | رید، کیل، استرلینگ موریسون و مورین تاکر | ۷:۴۶    |